# 三輪勝惠
三輪勝惠（日语：／ Miwa Katsue，1943年10月12日—2024年6月19日）是日本女性聲優。

## 經歷
- 大阪府出生，4歲時全家搬到東京都港區
- 小時候在NHK東京放送兒童劇團相當活躍，被提拔為演人形劇三隻小豬的演員
- 2024年6月19日因急性肺栓塞去世，享壽80歲。

## 作品

### 電視動畫
- 愛的教育克歐雷物語（尼諾）
- 亞紗理（濱野亞紗理）
- 植木的法則（バンの“生きた神器”）
- 噴嚏大魔王（小甘的奶奶）
- Q太郎（1985）（大原正太）
- 怪物王子（1980）（市川廣志）
- 鬼太郎
  - 鬼太郎第3部（1986年）（菊、小寶寶、魔女、三吉）
  - 鬼太郎第4部（1997年）（雪子）
- 地獄少女 三鼎（小桃）
- 城市獵人2（武田季實子）
- 小麻煩千惠（平山鲆）
- 湯姆索耶的冒險（麗賽特·尚）
- 動畫親子劇場（大和梓）
- 怪博士與機器娃娃（小雀）
- 七龍珠（小拳）
- 多羅羅（助六）
- 騎鵝歷險記（尼爾遜、喬治）
- 小超人帕門（1號－神奇小子／須羽滿夫）
- 聖魔大戰（栗野芯）
- 尖帽子的梅摩兒（莫妮卡）
- 魯邦三世 III（茱莉亞）
- 甜蜜小天使（少將）
- 魔法使的條件（老女、老奶奶）
- 遊戲王（海馬木馬）
- 魔法咪路咪路（妖精哈摩）
- ONE PIECE（莉露）
- 怪談餐館（發條婆婆）

2015年
- 暗闇三太（骨カミ地藏、行商的婦女）

### 配音
- 花生漫畫第五期（露西·潘貝魯特）

### 電視廣告
- 富士重工業スバルR2 TVCM（R2の声）
- 花王株式會社「リセッシュ」（CM中に登場するキャラクター「ハナ」の声を担当）
- 產經新聞卡樂B（花生漫畫·露西）
- 豐田汽車公司TVCM オーリス Oh!リス・大いに走る篇

## 相關連結
- 事務所公開簡歷（页面存档备份，存于）（日語）